# Memento, homo, quia pulvis es, et in pulverem reverteris

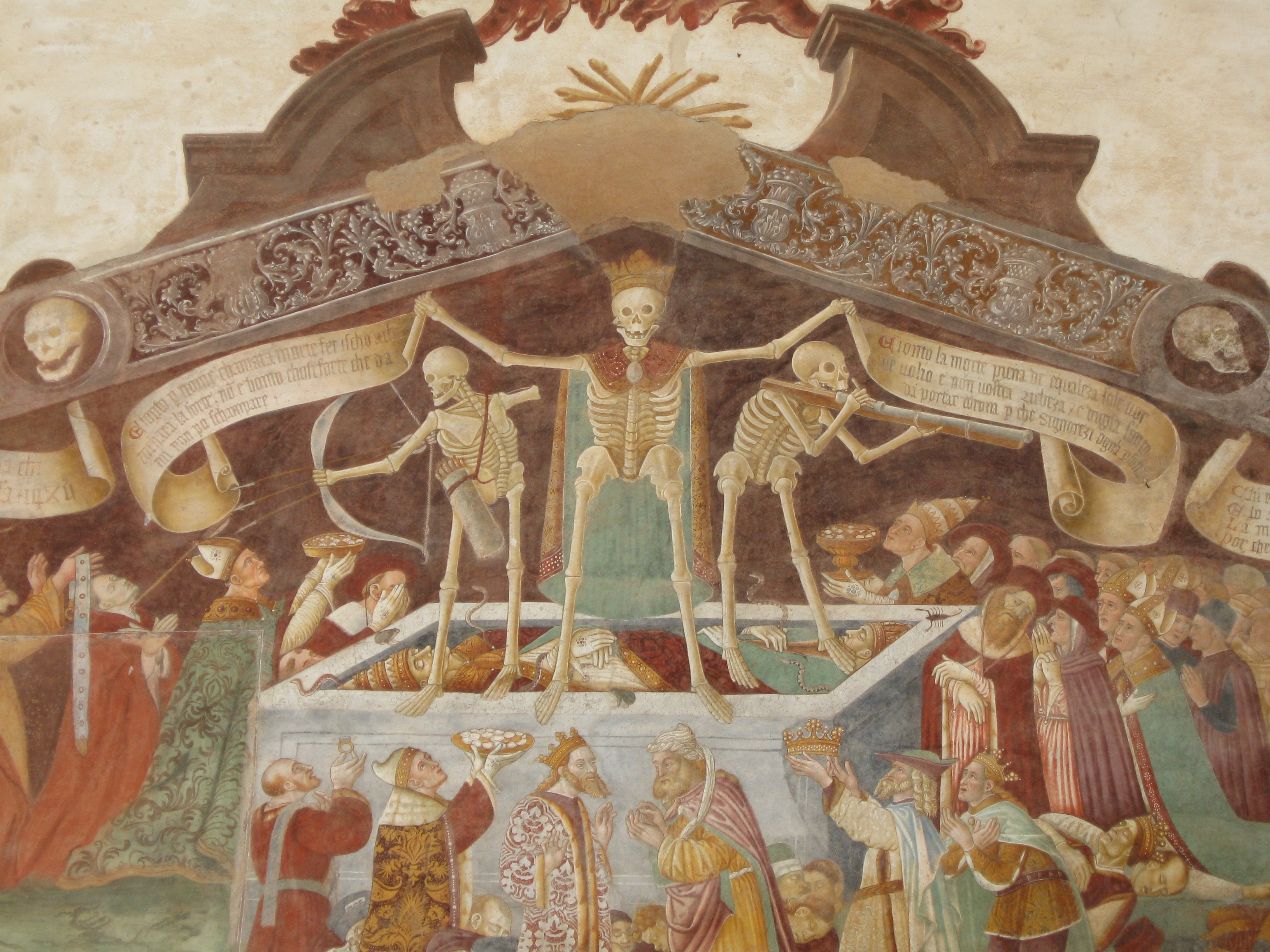
Trionfo della morte, fresco del siglo XV (Oratorio dei Disciplini en Clusone).

Memento, homo, quia pulvis es, et in pulverem reverteris es una frase en latín, traducido literalmente: "Recuerda, hombre, que polvo eres y al polvo volverás".

## Origen
"quia pulvis es, et in pulverem reverteris" aparece en la biblia, genesis 3,19 cuando Dios después de expulsar a Adán del jardín del edén lo condena diciéndole: "Con el sudor de tu rostro comerás el pan hasta que vuelvas a la tierra, porque de ella fuiste tomado; pues polvo eres, y al polvo volverás." 